# Skyggefaxe
Skyggefaxe (Shadowfax på originalsproget) er Gandalfs (en troldmand i J.R.R. Tolkiens fiktive univers) grå/sølvfarvet hest. Skyggefaxe er herre af hesteracen Meara, der dog kun findes i Ringenes Herre. Navnet Skyggefaxe er inspireret af nordisk mytologi.